# Condado de Jefferson (Washington)
O Condado de Jefferson é um dos 39 condados do Estado americano de Washington. A sede de condado é Port Townsend, e sua maior cidade é Port Townsend. O condado possui uma área de 5,655 km², uma população de 25,953 habitantes, e uma densidade populacional de 6 hab/km² (segundo o censo nacional de 2000). O condado foi assim nomeado em homenagem ao presidente americano Thomas Jefferson.